# Peter Friedrich Röding

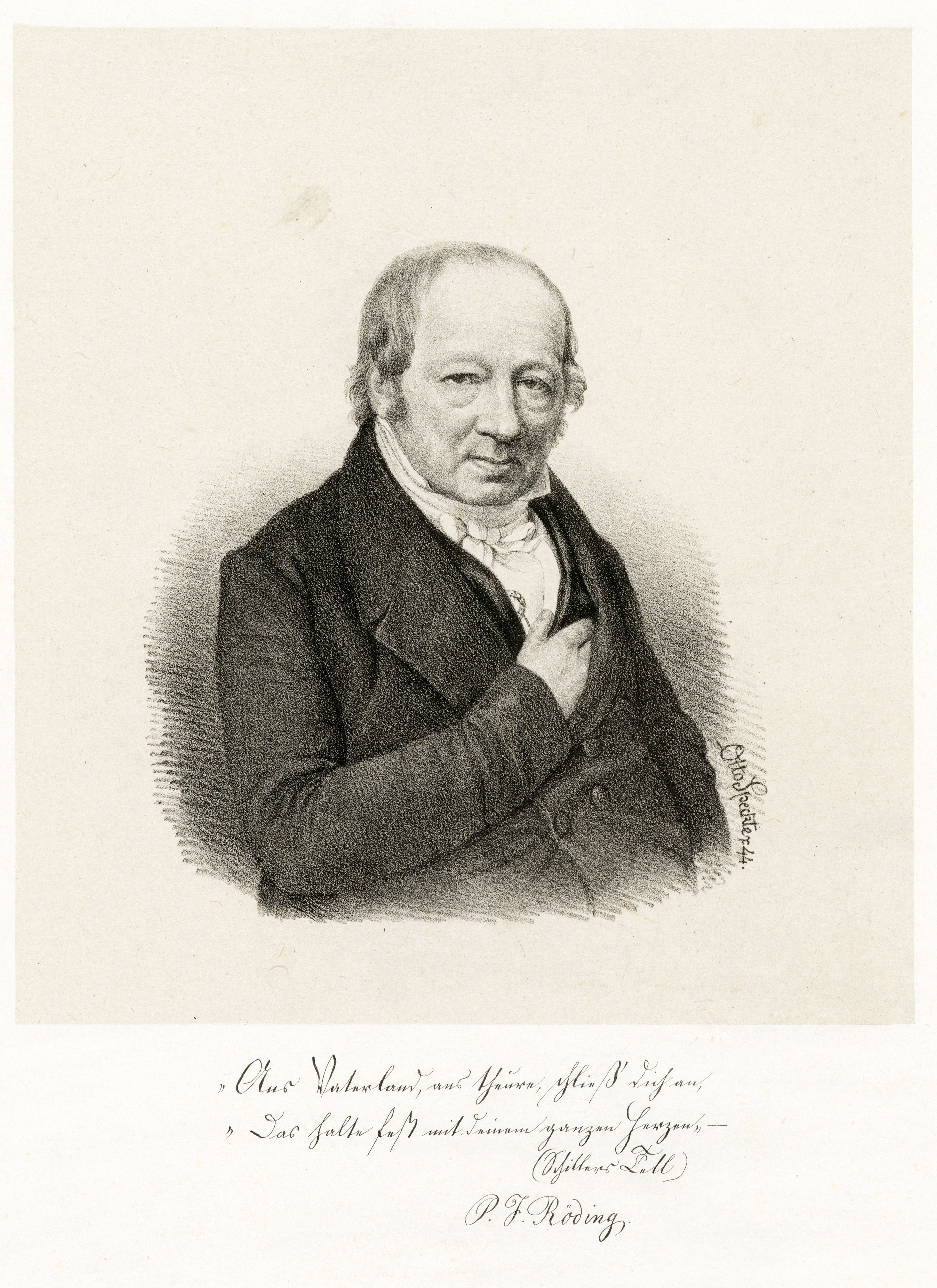
Röding, 1844

Peter Friedrich Röding (Hamburgo, 17 de junio de 1767-Ibidem, 8 de junio de 1846) fue un naturalista, coleccionista y malacólogo alemán.

## Biografía
Se conoce poco sobre su vida.
Fue el principal autor de un catálogo de conchas publicado en 1798 “Museum Boltenianum sive Catalogus cimeliorum e tribus regnis naturae. Pars secunda contens Conchylia… ”, originalmente destinado a promover la venta de esta colección. El catálogo describe con precisión taxonómica diversas especies nuevas, razón por la cual, tras quedar olvidado hasta 1925 al redescubrirlo William Healey Dall (1845-1927) actualmente están acreditadas bajo autoría de Röding.